# 구거 (프로게이머)
구거(본명: 김도엽, 1994년 2월 7일 ~ )는 대한민국의 전직 리그 오브 레전드 프로게이머이다. 선수 시절 포지션은 서포터이며 아이디는 GuGer를 사용했다.

## 선수 시절
2013년 9월부터 10월까지 LMS의 SoNiC에서 활동했다.
2014년 3월, 나진 화이트 실드에 입단했다. 6월에는 형제팀인 블랙 소드로 자리를 옮겼다. 나진 시절에서는 연습생으로 활동하였다.
2014년 11월, 타이페이 어쌔신즈에 입단했다.
2016시즌을 앞두고 콩두 몬스터에 입단했다. 콩두 입단 이후 기존의 원딜러에서 서포터로 포지션을 변경했다.
2017 스프링 시즌에서는 좋지 못한 모습을 보여주었다. 팀은 승강전으로 직행했으며 챌린저스로 강등되었다. 서머 시즌 챌린저스에서 활동했지만 시크릿에게 주전 경쟁을 하면서 번갈아 출전했다. 승강전에서는 시크릿에게 밀리면서 출전하지 못했다. 2017시즌 종료 이후 팀에서 퇴단했다.
2018년 6월, V3 e스포츠에 입단했다. 팀의 주전으로 활동했지만 팀의 승강전 행을 막지는 못했다. 그러나 승강전에서 승리하면서 잔류에 성공했다.
2020시즌을 앞두고 팀 다이나믹스에 입단했다. 스프링 시즌 팀의 주전으로 활동하면서 팀의 승강전 진출에 기여했다. 승강전에서도 활약을 이어나가면서 팀의 LCK 승격에 기여했다. 서머 시즌에서도 좋은 모습을 보여주었다.
2020시즌 종료 후 은퇴를 선언했다.

## 소속팀
| # | 팀명              | 소속 기간             | 소속 리그 | 비고 |
| - | ----------------- | --------------------- | --------- | ---- |
| 1 | SoNiC             | 2013.09~2013.10       | LMS       |      |
| 2 | 나진 화이트 실드  | 2014.03~2014.10.31    | LCK       |      |
| 3 | 타이페이 어쌔신즈 | 2014.11.13~2015.11.27 | LMS       |      |
| 4 | 콩두 몬스터       | 2015.12.24~2017.11.20 | LCK CK    |      |
| 5 | V3 e스포츠        | 2018.06.19~2018.11.16 | LJL       |      |
| 6 | 팀 다이나믹스     | 2019.01.09~2020.10.19 | CK LCK    |      |

## 수상 내역
- 리그 오브 레전드 챌린저스 코리아 서머 2016 우승
- 2016 LoL KeSPA컵 준우승
- IEM 시즌 11 경기 준우승
- 리그 오브 레전드 챌린저스 코리아 서머 2017 준우승
- 리그 오브 레전드 챌린저스 코리아 스프링 2019 우승
- 리그 오브 레전드 챌린저스 코리아 서머 2019 우승
- 리그 오브 레전드 챌린저스 코리아 스프링 2020 준우승